# Michelangelo Dávid-szobra
Dávid szobrát Michelangelo Buonarroti 1501 és 1504 között készítette Firenzében. 1873-ig a Palazzo Vecchio előtt állt, ekkor helyezték át jelenlegi helyére, a Galleria dell’Accademia erre a célra készült termébe, az eredeti helyén azóta egy másolat tekinthető meg. A szobor egyike a világ legismertebb képzőművészeti alkotásainak. A bibliai Dávidot ábrázolja Góliáttal vívott küzdelme előtt.

## Előzmények
Amikor Michelangelót az apja Rómából Firenzébe hívta, már tudott arról, hogy a firenzei dóm építési telepén egy hatalmas és elrontott márványtömb vár mesterére. Ezt a hatalmas tömböt 1464-ben hozták Carrarából Agostini di Duccio számára. Ez a mester munkának látott, később azonban felhagyott a további faragással. A nép Gigante-nak nevezte a negyven éve ott heverő óriás tömböt. A hiba onnan eredt, hogy Duccio már a bányában hozzálátott vázlata alapján a munkához, hogy majd onnan szállíttassa a kész szobrot Firenzébe. A tömböt aztán a Santa Maria del Fiore telepére vitték, s amikor Michelangelo Firenzébe ért »egy Andrea Sansovino nevezetű egyén azt gondolta, hogy megkaphatja a márványtömböt, és megkérte az építő bizottságot, ajándékozza neki, ígérve, hogy néhány darab hozzátoldásával szobrot farag belőle. Mielőtt a bizottság határozott volna, Michelangelóért küldött, és elmondta Andrea kívánságát és szándékát, továbbá megismerve Michelangelo véleményét, mely szerint jó szobrot lehetne belőle faragni, felajánlotta neki a tömböt. Michelangelo elfogadta, és anélkül hogy bármit is hozzátoldott volna kifaragta belőle a már nevezett szobrot oly pontossággal, hogy még ma is látható a fejen és az alapon a márvány régi kérge… Ezért a munkájáért négyszáz aranyat kapott és tizennyolc hónap alatt fejezte azt be…« – írta Ascanio Condivi, Michelangelo elbeszélése nyomán a Dávidról.

## A szobor története
- 1501. szeptember elején Michelangelo megkezdi a munkát a tömbön. A mellkasról lever bizonyos részeket.
- 1503. június 23-án Keresztelő Szent János ünnepének előestéjén közszemlére teszik a műalkotást.
- 1504. tanácskoznak arról, hogy hol helyezzék el a Dávidot. A döntőbizottság tagjai között vannak a kor leghíresebb művészei, így például Leonardo da Vinci, Sandro Botticelli, Pollaiuolo és Filippino Lippi. A Dávid-szobrot a Piazza della Signoriára szállítják, közszemlére teszik a Dávid-szobrot.
- 1512. villám sújt a Palazzo Vecchio épületébe, valószínűleg megsérül a Dávid-szobor talapzata is.
- 1527. politikai zavargások következtében a Dávid-szobor bal karja eltörik. A darabokat Giorgio Vasari[2] festő, művészettörténész, illetve a szintén piktorként tevékenykedő Francesco Salviati gyűjti össze.
- 1543. Vasariék által összegyűjtött darabokból a Firenzébe visszatért Medici, I. Cosimo herceg, elrendeli a szobor restaurálását.
- 1813. Stefano Ricci restaurálja a szobrot. A jobb kéz egyik ujját rögzíti, megtisztítja a Dávidot, és az egész szobron viaszt alkalmaz a javításokhoz.
- 1842. Lorenzo Bartolini szobrász kampányba kezd azért, hogy mozdítsák el a szobrot helyéről.
- 1843. Aristodemo Costoli egy lábujjat restaurál a műalkotáson. Sajnos Costoli egy rendkívül agresszív, savas kezeléssel drasztikus és mindenre kiterjedő tisztítást végez a Dávidon.
- 1846. II. Lipót nagyfejedelem, Toszkána uralkodója elrendeli, hogy a bronzöntő Clemente Papi készítsen egy bronz öntvényt a szoborról.
- 1852. bizottságot hívnak össze, hogy a szobor sorsáról, áthelyezéséről döntsön. Úgy határoznak, elmozdítják a Dávidot. Egy gipszöntvényt állítanak ki a Loggia dei Lanzin, ahol 1854-ig látható a kiállítási tárgy. Costoli korábbi, 1843-as tisztítási műveletét barbárnak minősítik.
- 1873. Michelangelo Dávid szobra a Galleria dell'Accademia kupolacsarnokában nyer elhelyezést.

## Összefoglalás
1463-ban a dómépítő műhely megbízta Agostino di Duccio szobrászt, hogy egy óriási márványtömbből "Gigász"-t faragjon, olyan figurát, melyet a Dóm kórusának egyik pillérén szándékoztak felállítani. Ő a tömböt kinagyolta ugyan, de azután abbahagyta és minden további fáradozás, hogy más vállalkozót találjanak a munkára, kudarcot vallott. Ezért a Rómából éppen visszatért Michelangelóhoz fordultak, és az ő vésője nyomán 1501 szeptemberétől 1504 tavaszáig létrejött Dávid.
Előzőleg a XV. század legnevezetesebb firenzei szobrászai közül kettő, Donatello és Verrocchio is alkotott egy-egy Dávidot; de csak Donatellónak támadt az a gondolata, hogy csaknem teljesen ruhátlanul ábrázolja. Mindketten a bibliai szöveghez tartották magukat, ahol "fiúról" van szó és mindketten győztesként mutatták be, a lábánál Góliát fejével. Michelangelo szakított ezzel a hagyománnyal. Dávidja fiatal férfi, még nem teljesen kiegyensúlyozott testének nyers erejével, nem is győztes, hanem győzni akaró, aki győzni is fog. Teljes meztelensége első pillanatra meghökkentő, főként ennek az 5,17 méter magas óriásnak hatalmas méretei miatt. Reneszánsz győzelem ez – nem utolsósorban az antik minták bátorító hatására – a meztelenséget elvető középkori művészet fölött.

## A mű elemzése
Dávid törzse a testsúlyt viselő jobb lábon nyugszik, a másik, a testsúlyt nem viselő láb pedig sajátságos ferde vonalban helyezkedik el. Ez talán arra vezethető vissza, hogy amikor a tömböt Agostino di Duccio kifaragta, ezen a helyen bemélyedés vagy áttörés keletkezett. A test pontos és ugyanakkor nagyvonalú kidolgozás csodája jelentősen felülmúlja a "Bacchus"-t és meggyőzően mutatja, hogy Michelangelo néhány év alatt milyen sokat haladt előre anatómiai tanulmányaiban. A duzzadó erekkel behálózott, lazán lógó, izmos jobb kar kissé behajlított, túlméretezett kézfejével tartja a parittyát, amelynek szíja az alak hátán fut végig, a hurkot pedig a bal kéz rögzíti a vállon. A hatalmas testen az élesen oldalra forduló fej uralkodik, s a mélyen fekvő, túl nagy szemek mintha villámokat szórnának. Súlyos hajfürtök lógnak kuszáltan egymásba a haragos ráncoktól barázdált komor homlokon. Az orrcimpák kitágulnak és a szájszögletekből megvetést vélünk kiolvasni. Vajon Michelangelo ezt a Dávidot egy bizonyos meghatározott helyzetben kívánta ábrázolni, közvetlenül a harc előtt, ellenségére szegezett tekintettel és haragra gyúltan az arcátlan kihívás miatt? Az arckifejezés és a fejtartás mintha erre utalna. Ebben az esetben Góliátot kiegészítésképpen hozzá kell képzelni, körülbelül úgy, mint ahogy a 19. század szobrai megkövetelik létezési terük gondolati kiegészítését. Michelangelónál azonban nem szabad ilyesmit feltételeznünk, és így érjük be azzal, amit maga Michelangelo és kortársai ebben a Dávidban mindig is láttak, és amit felállítási helyének megválasztásával véglegesen bizonyítottak is: a rettenthetetlenség és az erő szimbóluma.

## Galéria

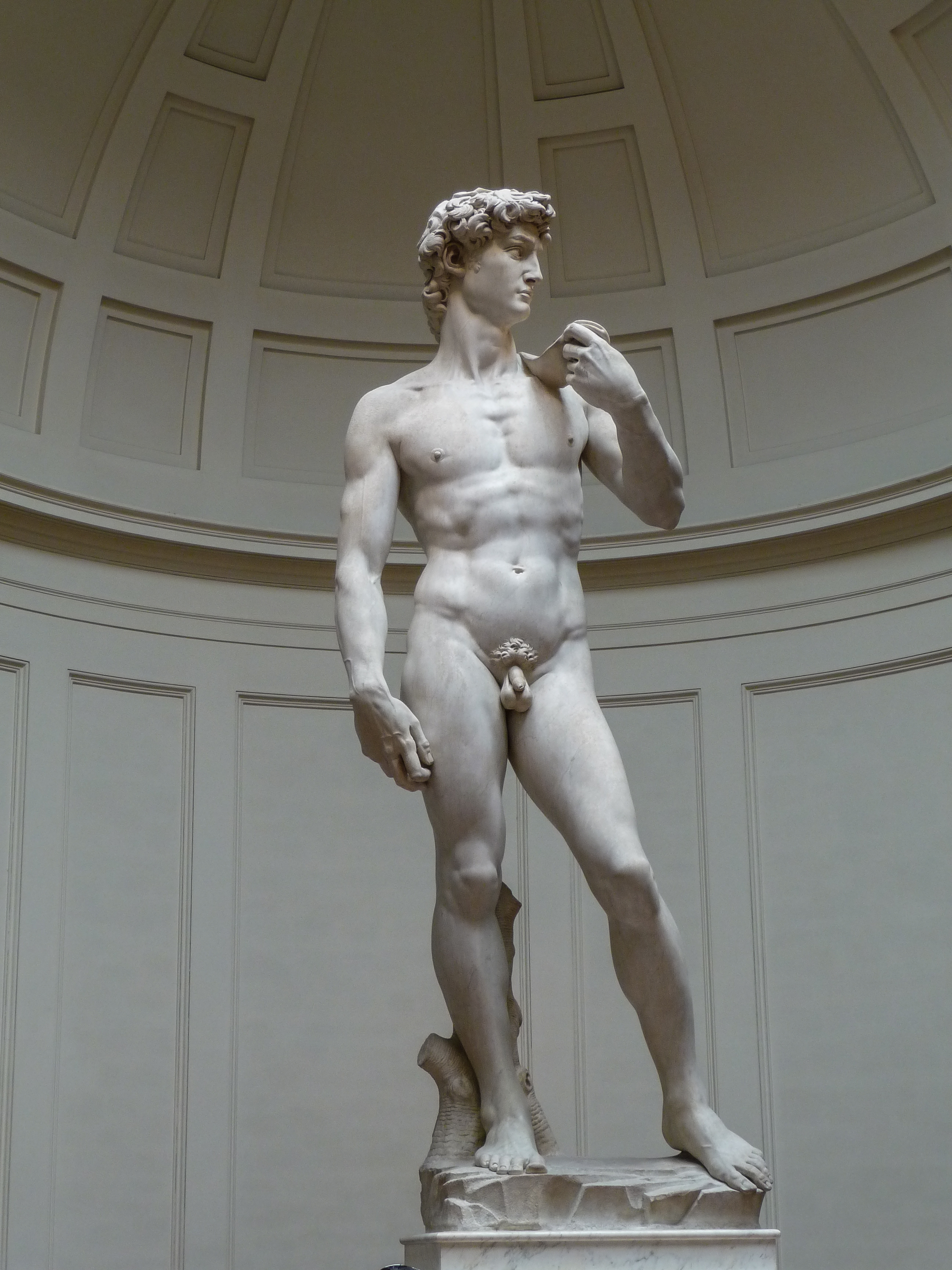
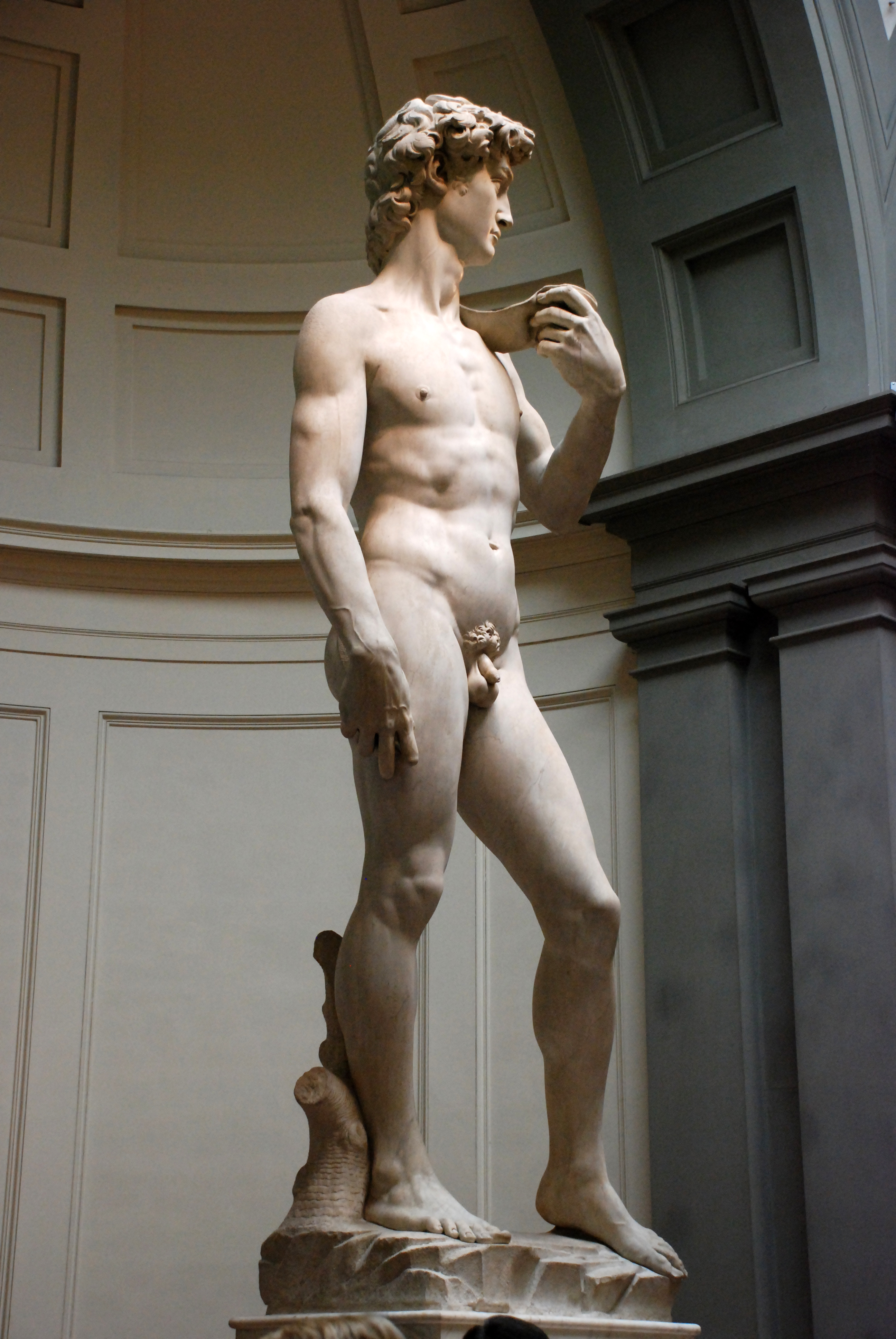
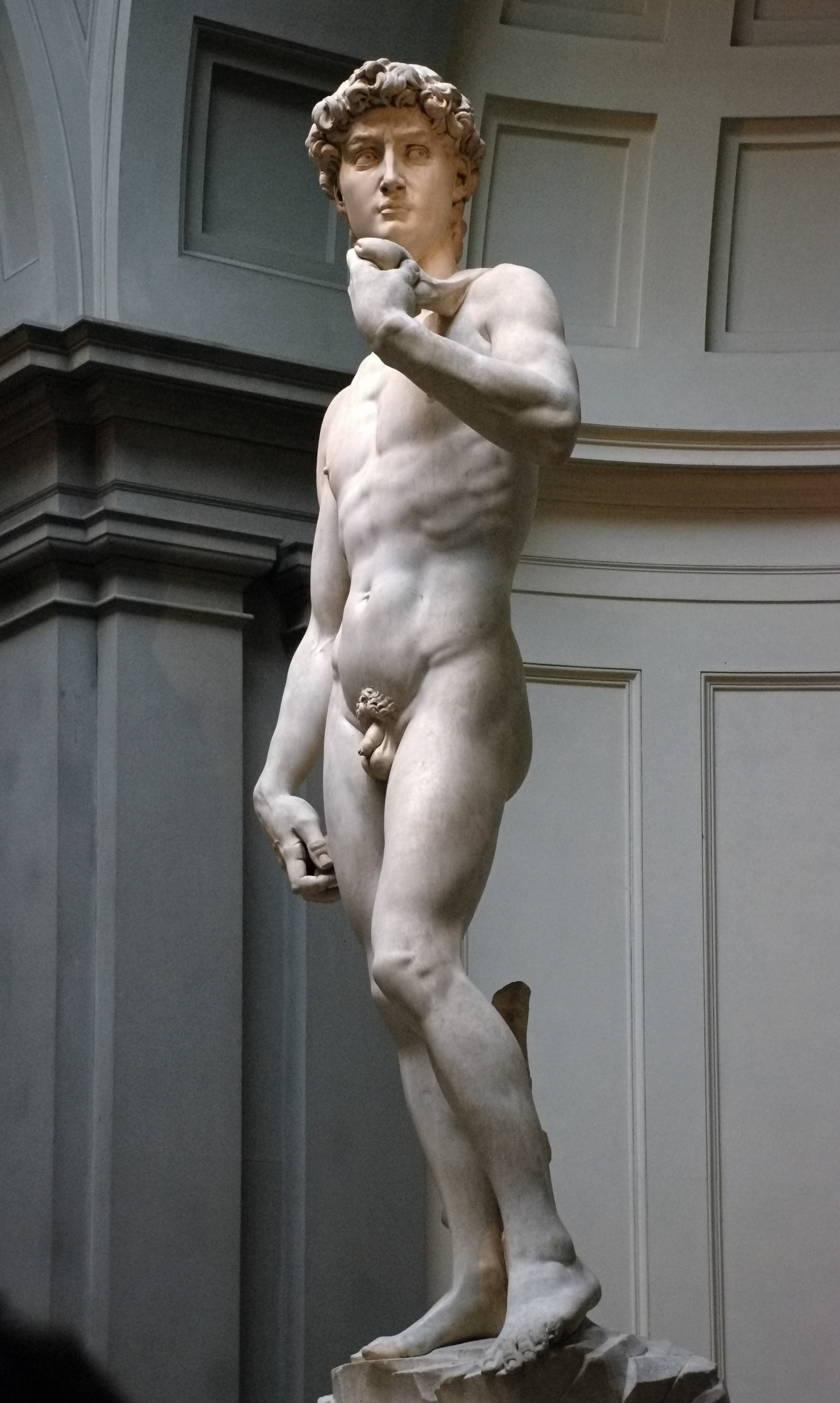
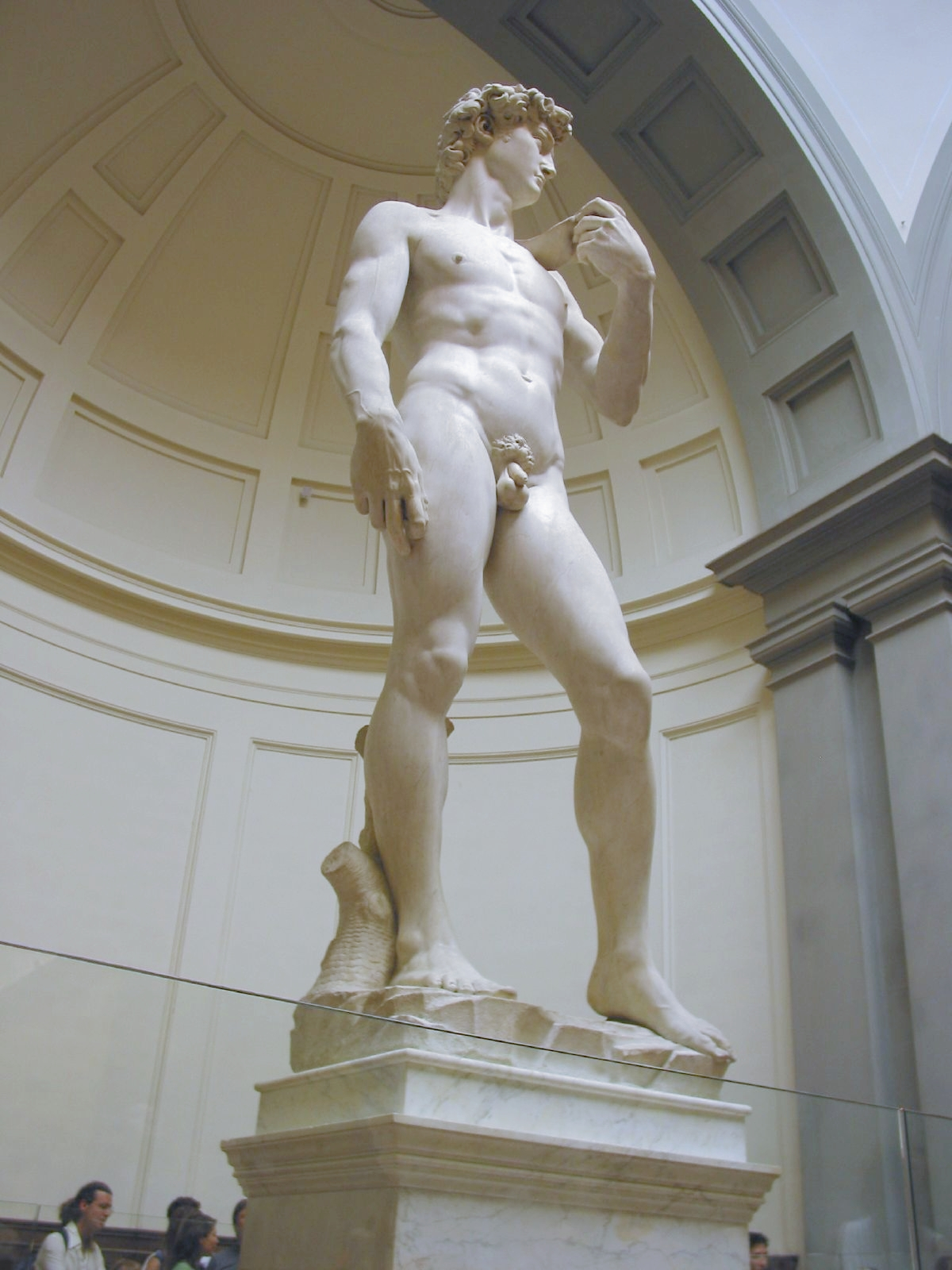
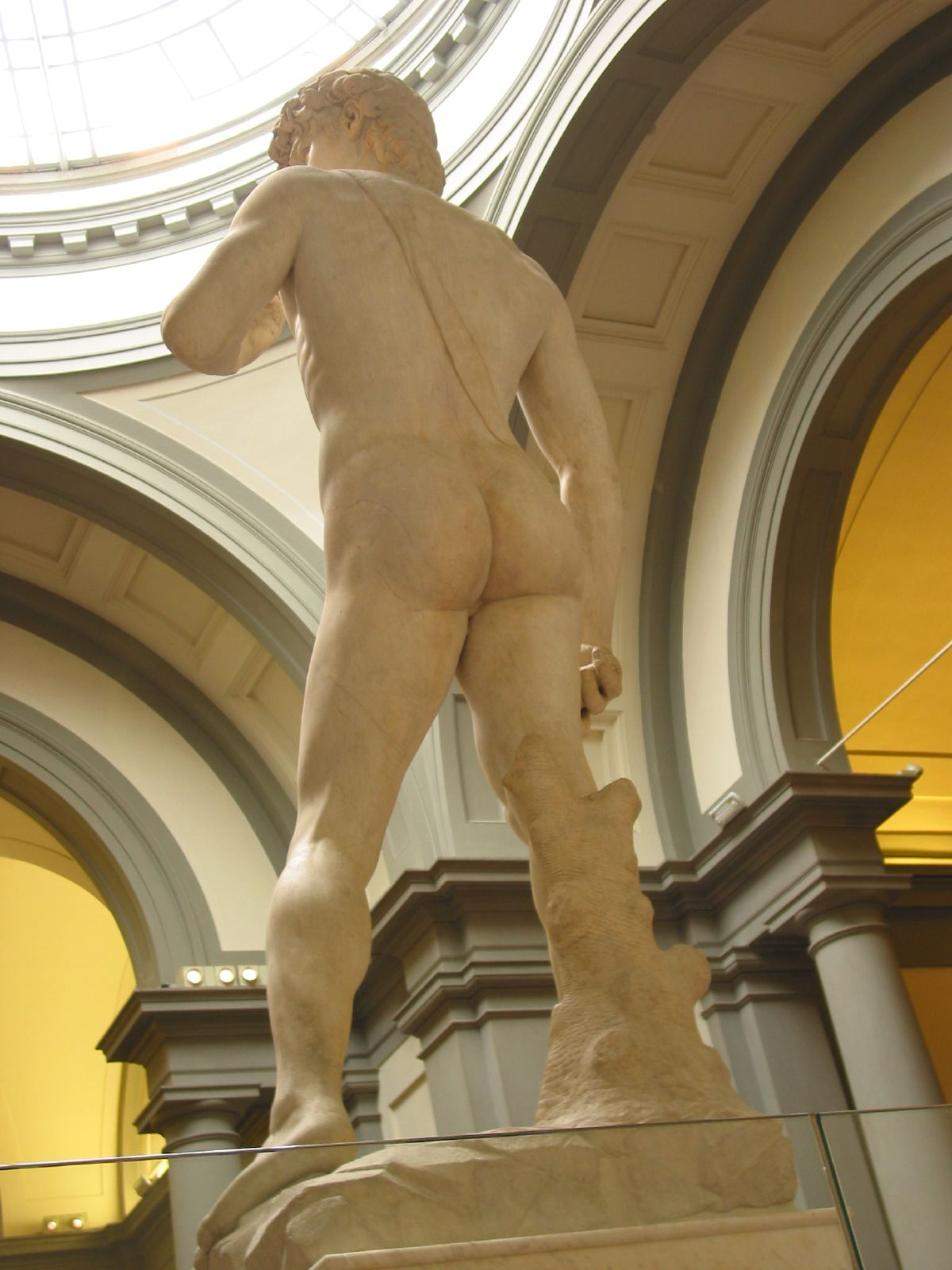
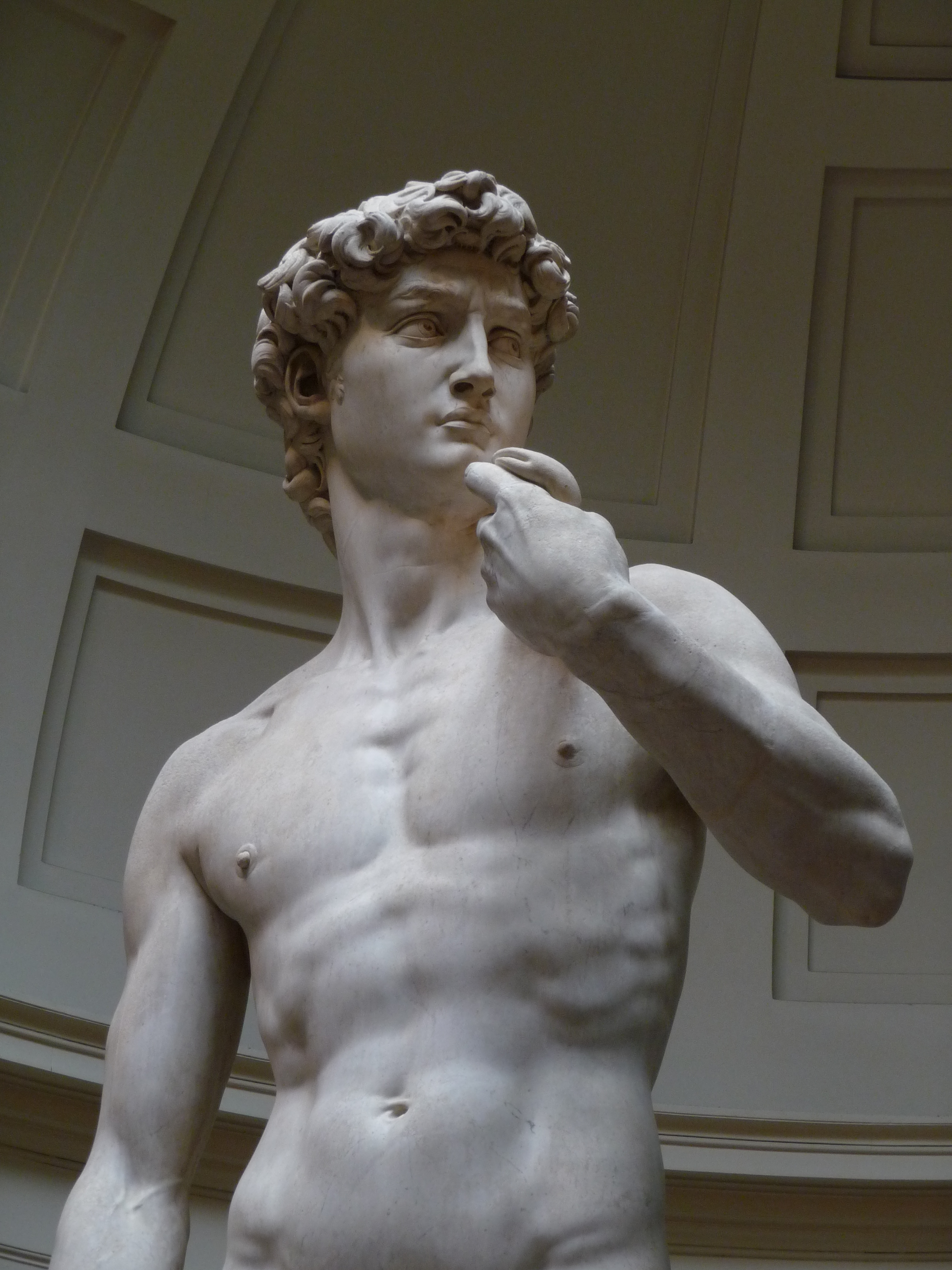
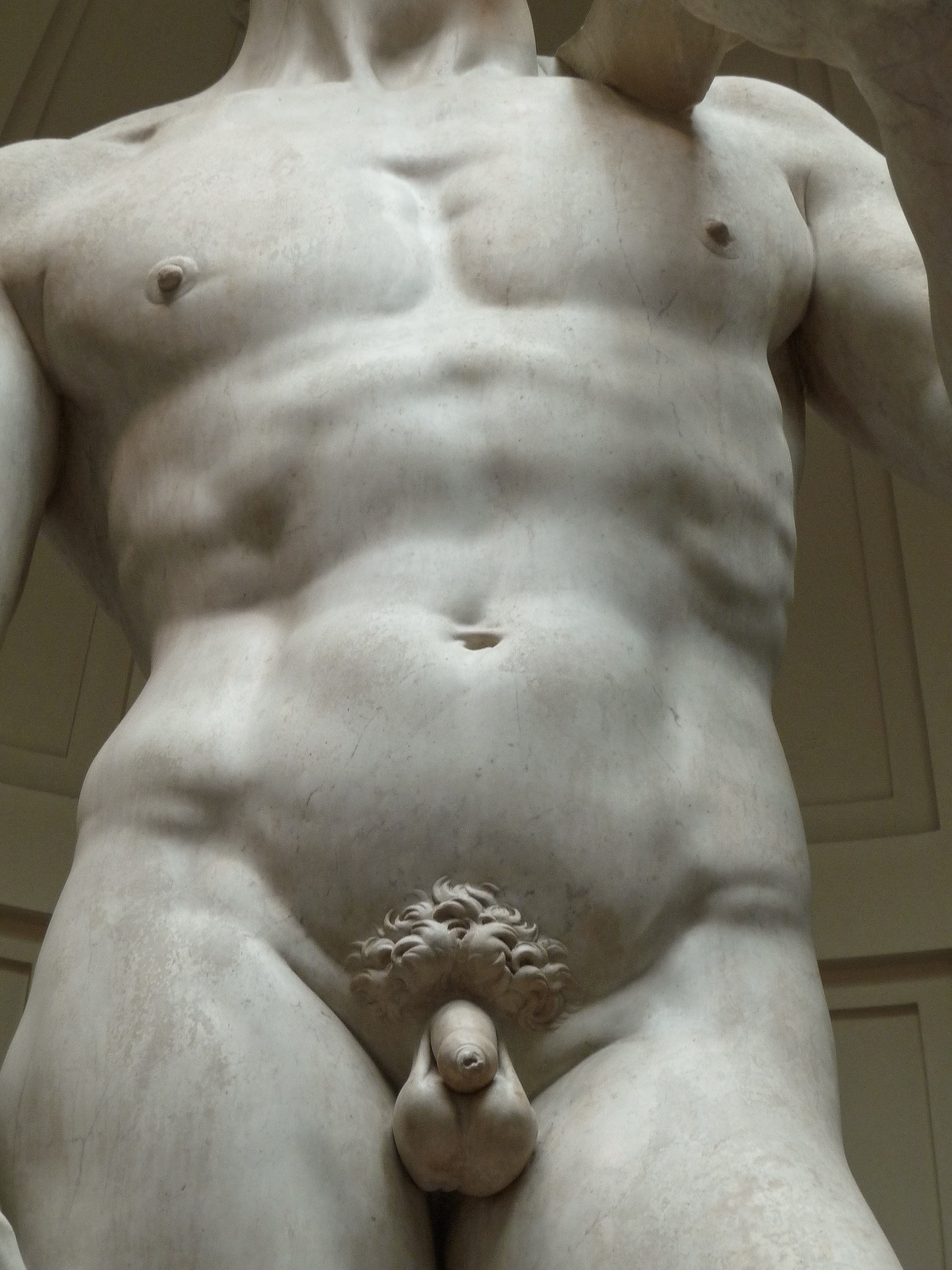
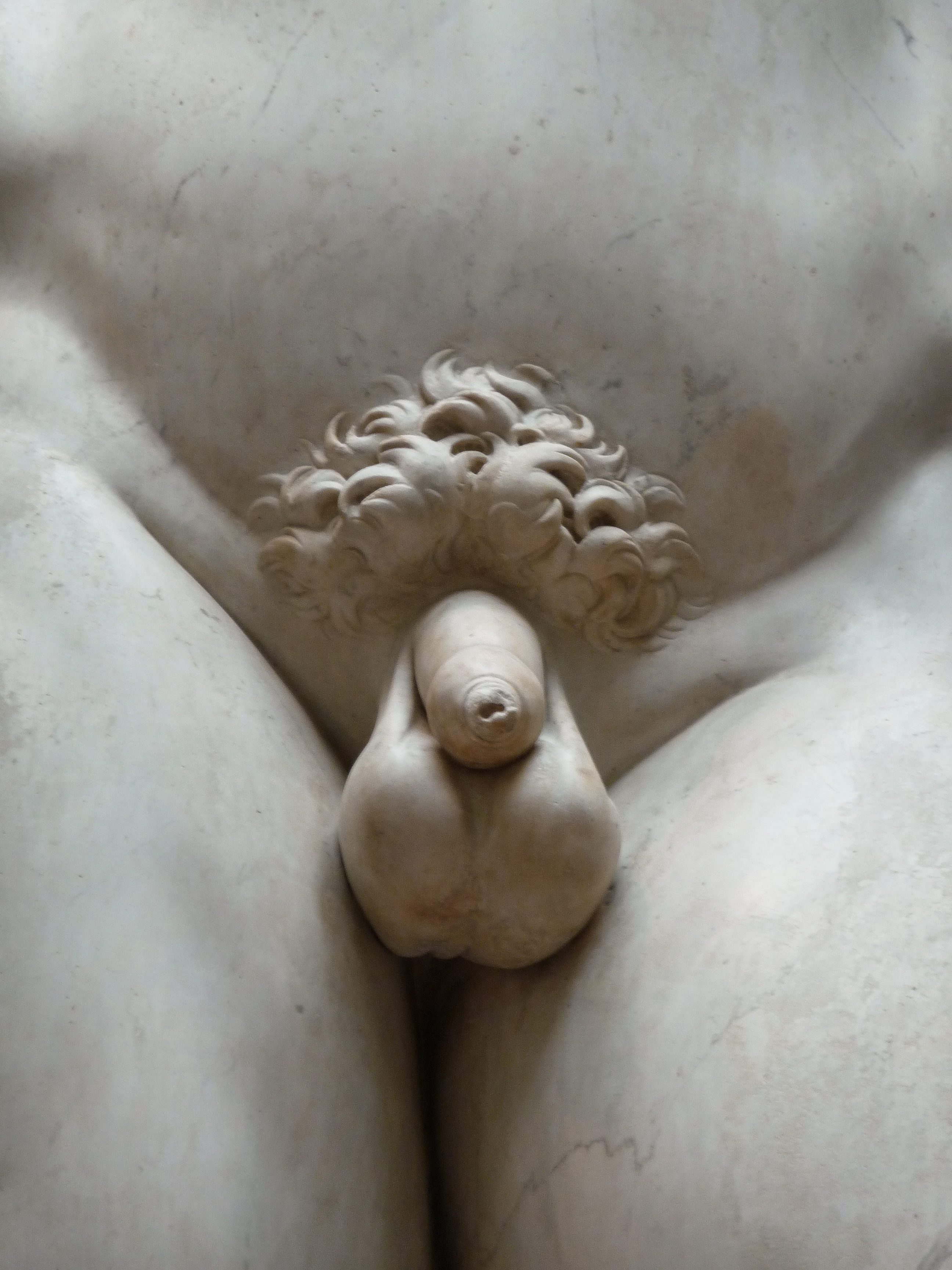
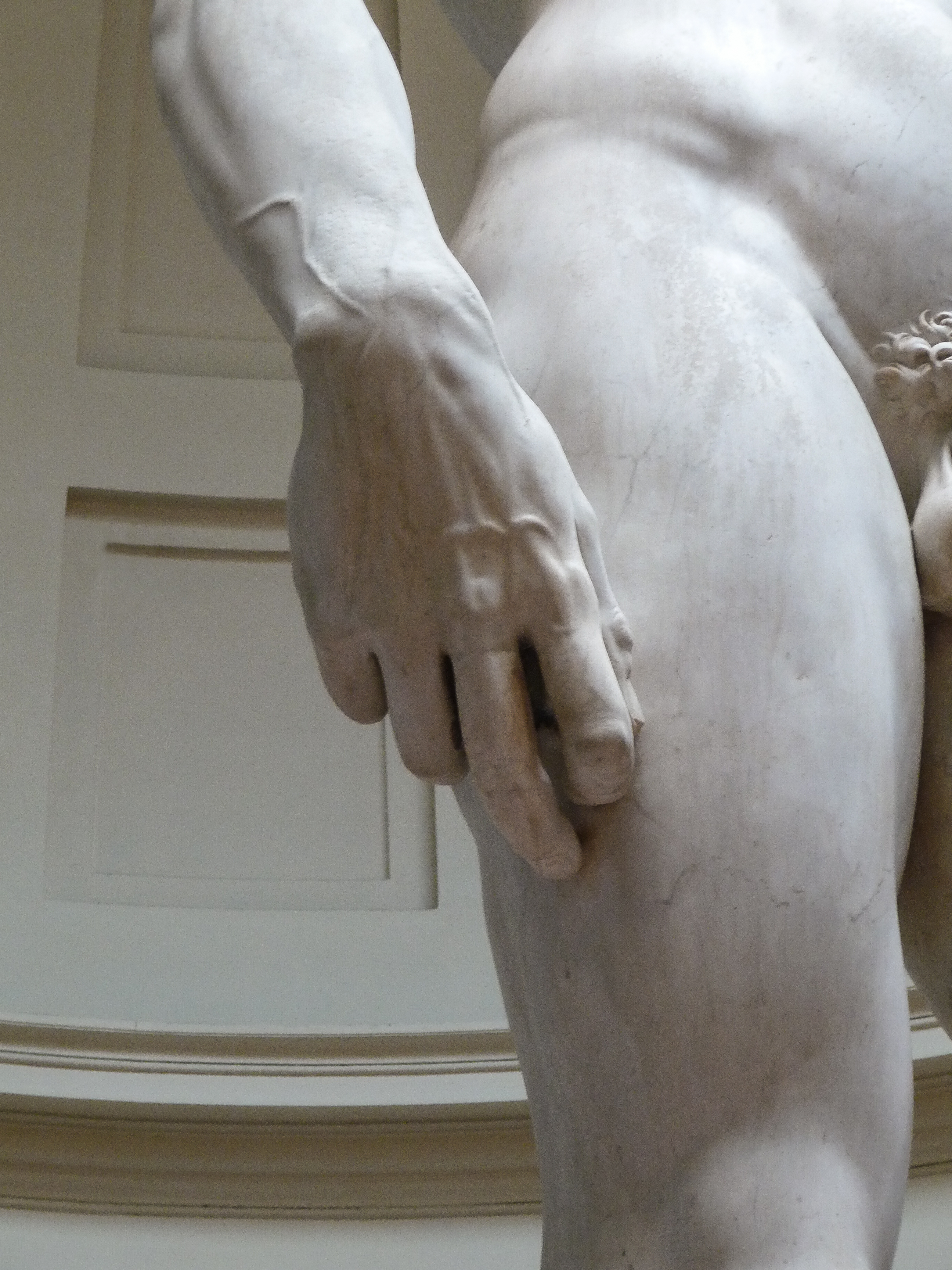
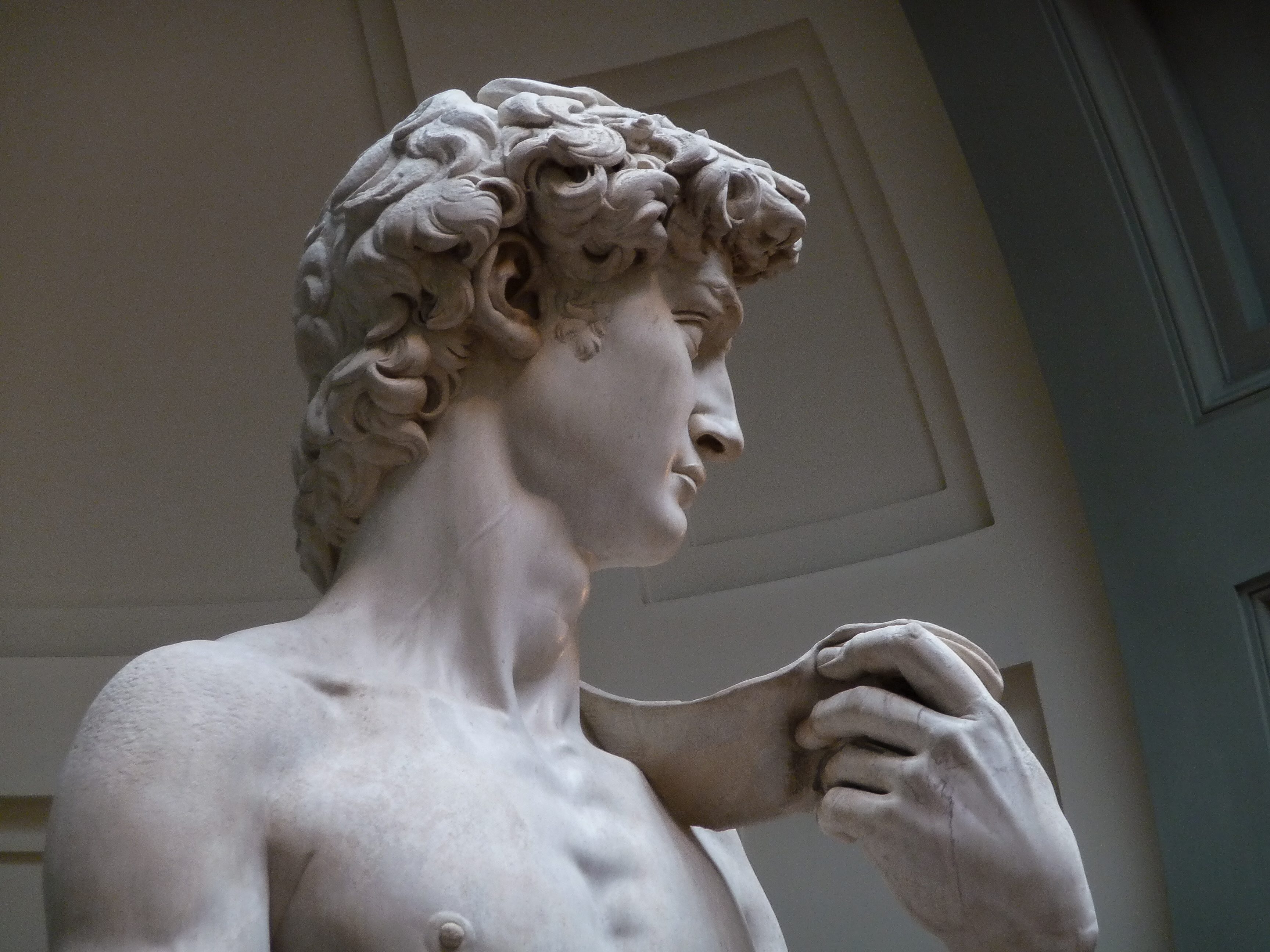
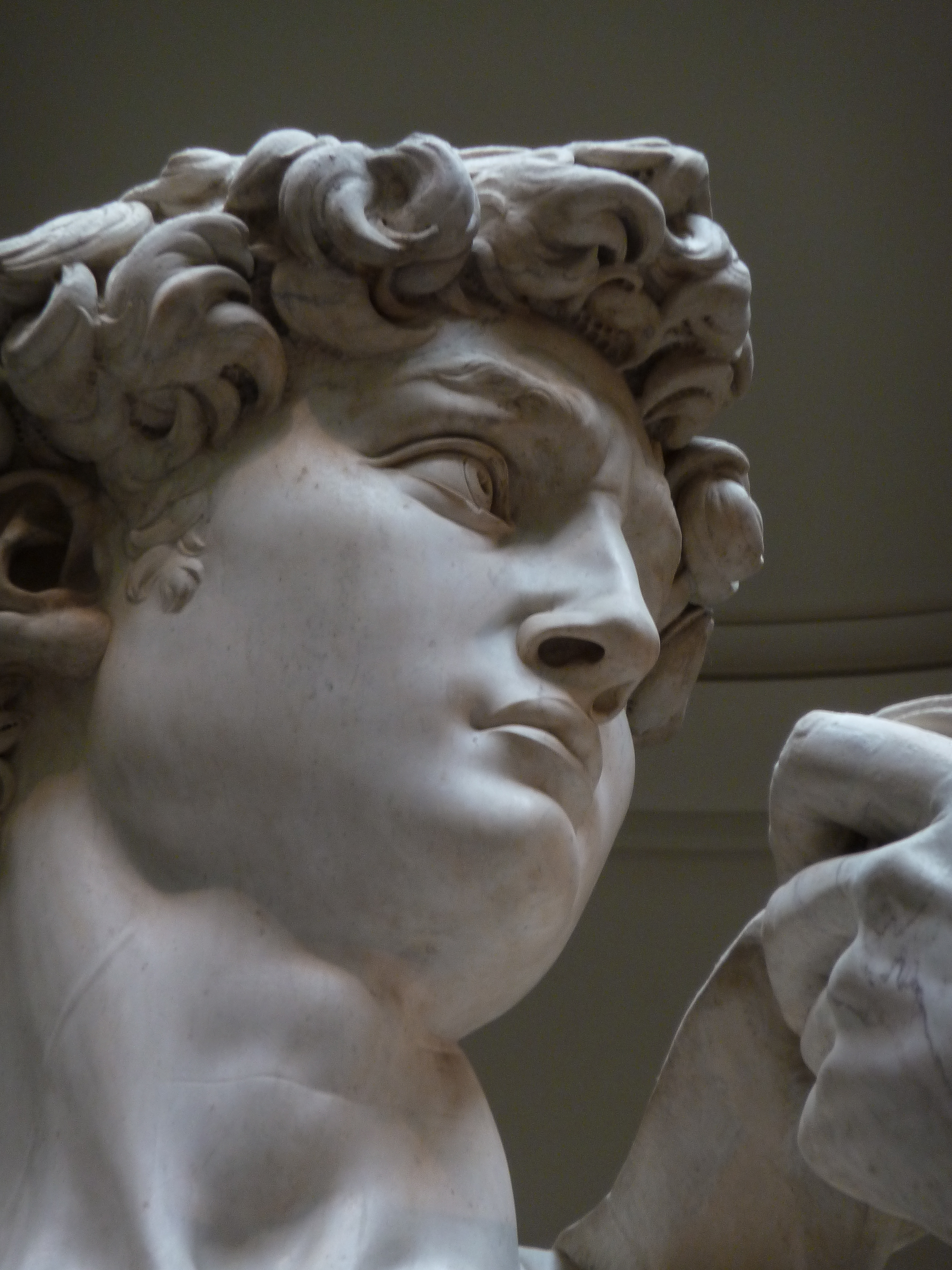